# Castillo de Torres Torres

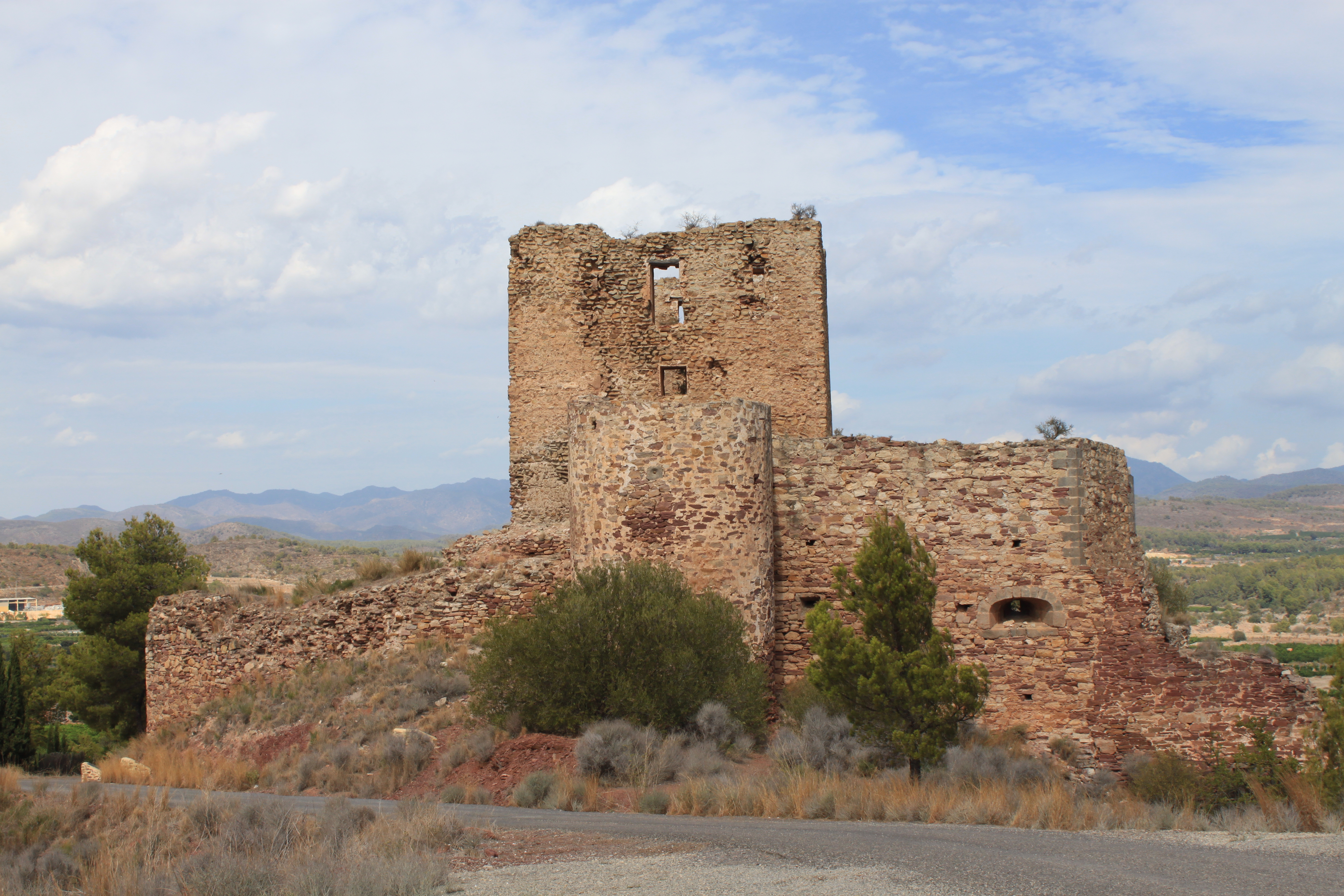
Castillo de Torres Torres.

El castillo de Torres Torres  en la provincia de Valencia (España), es un castillo de origen musulmán situado en una colina junto a la población, que fue modificado durante las guerras carlistas.

## Descripción
Se trata de un castillo de planta poligonal, el cual disponía de cuatro torres en sus lienzos y al interior la torre del homenaje, si bien solo se conservan dos de las torres y parte de la del homenaje, de planta rectangular y tres plantas. Son visibles también restos de murallas, aljibes y construcciones auxiliares.
Como consecuencia de su adaptación para la artillería se observan en sus lienzos la sustitución de las aspilleras por orificios redondos así como una aspillera.